# Criocharacta
Criocharacta is een geslacht van vlinders uit de familie van de zakjesdragers (Psychidae). De wetenschappelijke naam van dit geslacht is voor het eerst voorgesteld door Edward Meyrick in een publicatie uit 1939.
Dit geslacht is monotypisch, dat wil zeggen dat het maar één soort heeft namelijk Criocharacta amphiactis Meyrick, 1939 die in Lesotho voorkomt.